# Kalubice
Kalubice jsou malá vesnice, část obce Velká Buková ležící v okrese Rakovník ve Středočeském kraji. V roce 2011 zde trvale žilo jedenáct obyvatel. Nejvyšším bodem obce je vrch Spálený kopec (407 metrů).

## Historie
První písemná zmínka o vesnici pochází z roku 1512.

## Obyvatelstvo
| Rok            | 1869 | 1880 | 1890 | 1900 | 1910 | 1921 | 1930 | 1950 | 1961 | 1970 | 1980 | 1991 | 2001 | 2011 | 2021 |
| -------------- | ---- | ---- | ---- | ---- | ---- | ---- | ---- | ---- | ---- | ---- | ---- | ---- | ---- | ---- | ---- |
| Počet obyvatel | 149  | 142  | 140  | 130  | 106  | 93   | 93   | 58   | 65   | 51   | 29   | 16   | 23   | 11   | 12   |
| Počet domů     | 17   | 17   | 17   | 17   | 16   | 18   | 18   | 20   | 16   | 12   | 10   | 12   | 12   | 12   | 14   |

## Obecní správa
Při sčítání lidu v letech 1850–1909 Kalubice byly osadou obce Velká Buková v okrese Rakovník. V letech 1910–1979 byly samostatnou obcí v okrese Rakovník. Od 1. ledna 1980 jsou opět částí obce Velká Buková v okrese Rakovník.

## Pamětihodnosti
- památný strom: habr u Kalubic 105747

## Galerie

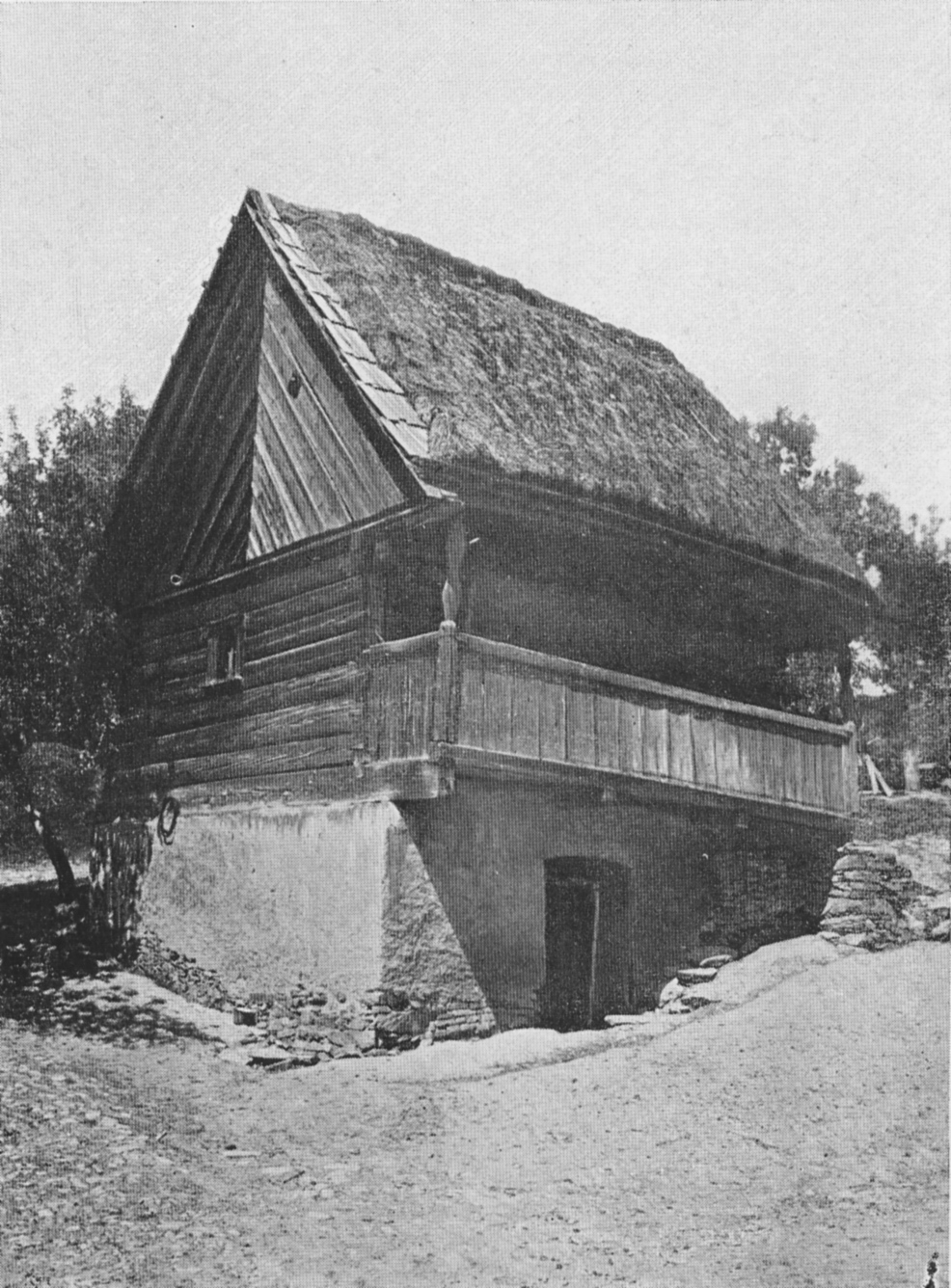
Špýchar v Kalubicích, foto: Bohumil Vavroušek, 1920. Tato stavba už nestojí.
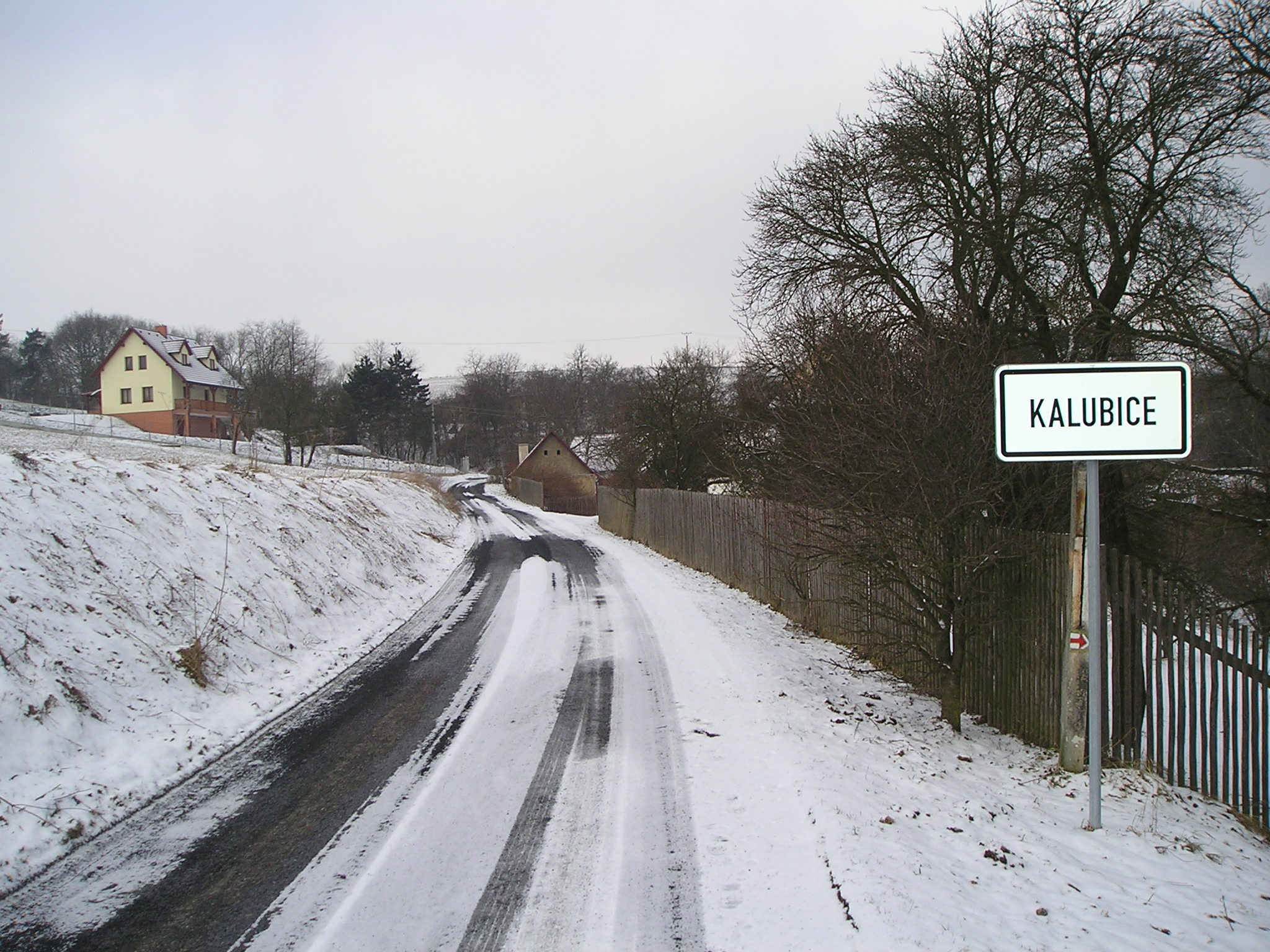
2011 Kalubice
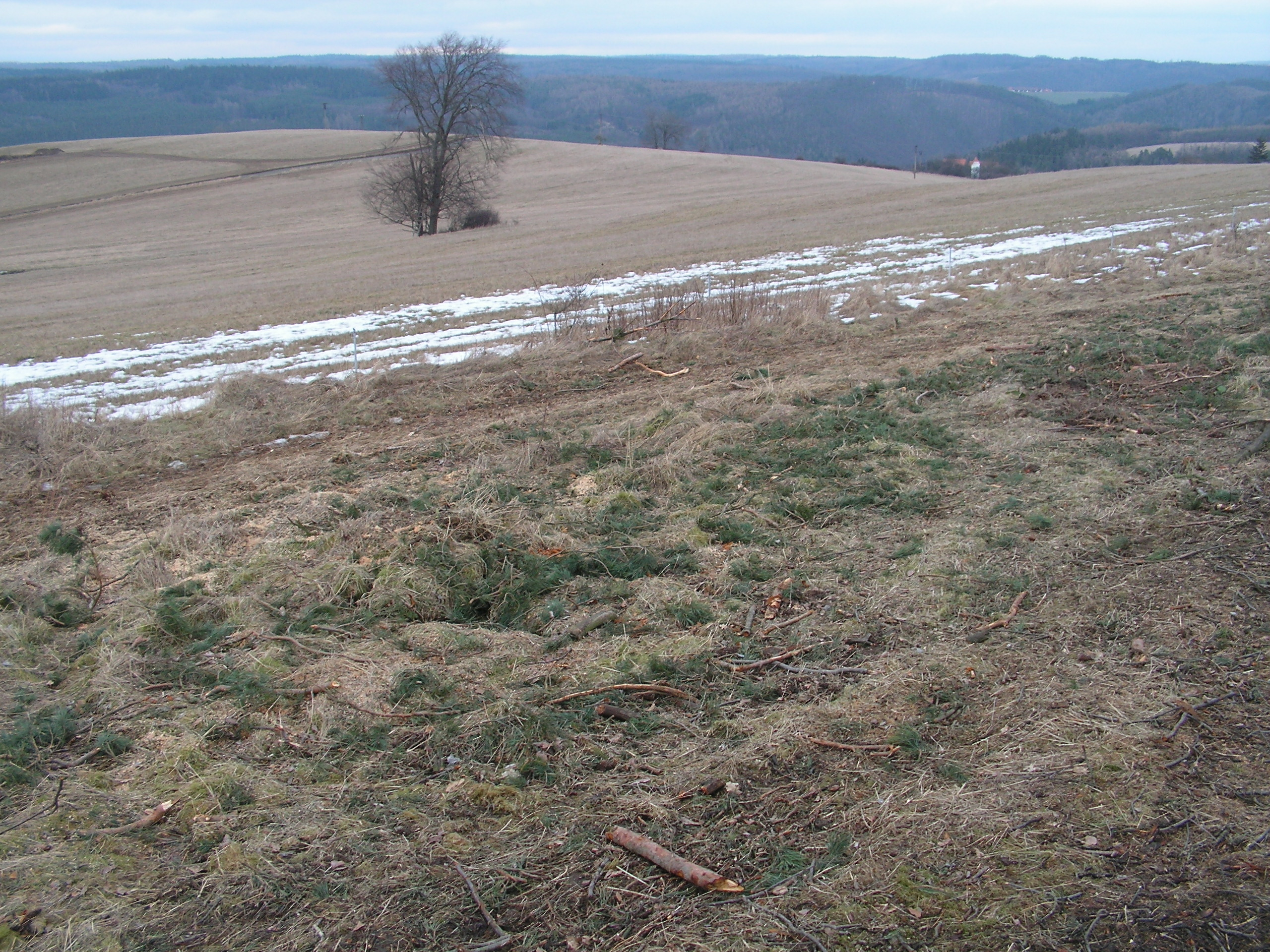
Habr u Kalubic – památný strom
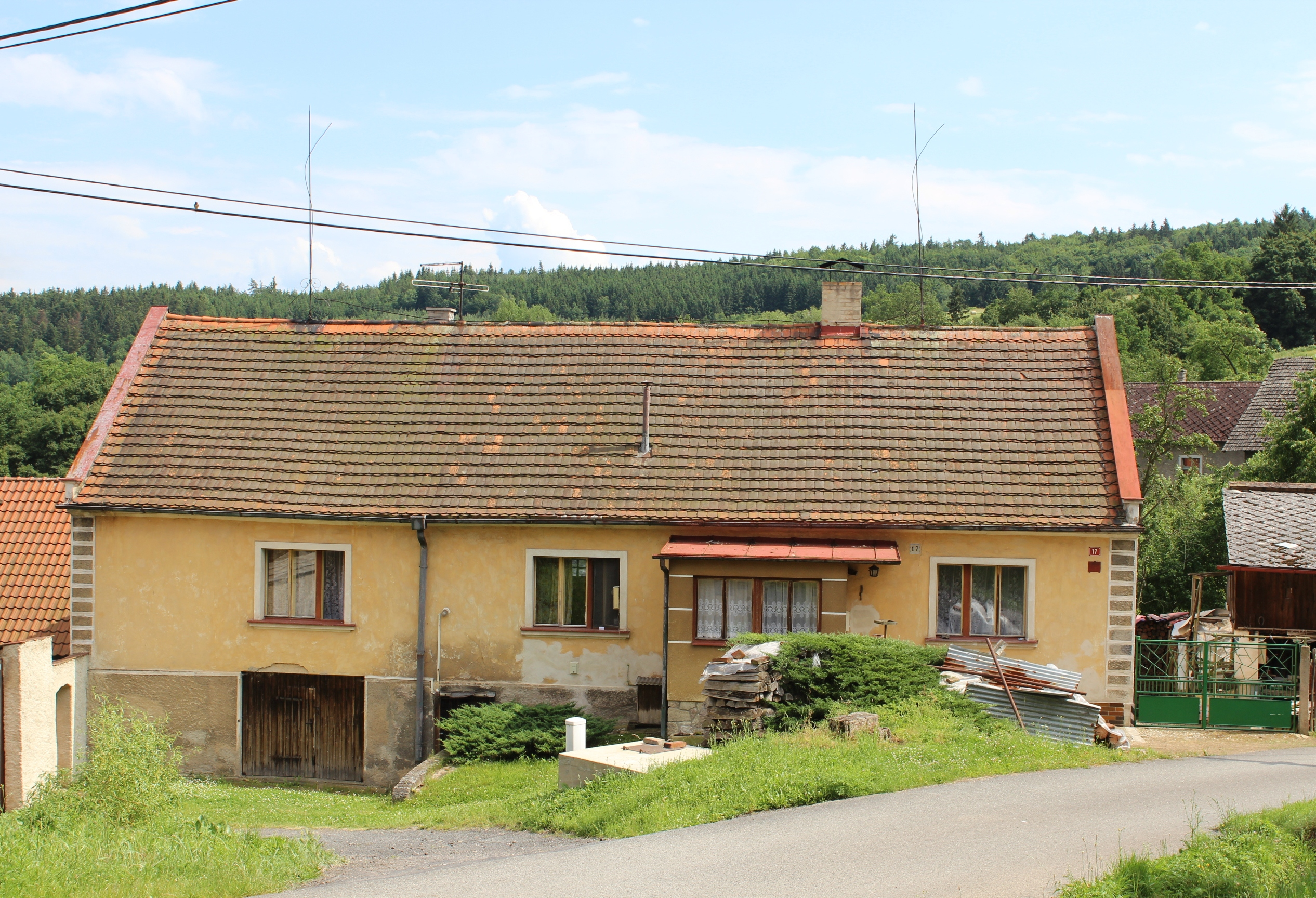
Dům číslo popisné 17